# Un marito ideale (film 1999)
Un marito ideale (An Ideal Husband) è un film del 1999 diretto da Oliver Parker, tratto dall'omonima commedia in quattro atti di Oscar Wilde.
Il film offre uno sguardo dell'aristocrazia britannica alla fine del XIX secolo, nel quale i protagonisti, tra cui Jeremy Northam, Cate Blanchett, Rupert Everett, Minnie Driver e Julianne Moore, assistono ad una rappresentazione teatrale della commedia L'importanza di chiamarsi Ernesto, dello stesso Wilde.
La pellicola è stata presentata fuori concorso al 52º Festival di Cannes.

## Trama
La storia, densa di avvenimenti che si susseguono con un ritmo incalzante, si apre con la presentazione dei protagonisti: la signorina Mabel Chiltern, innamorata di Lord Arthur Goring, bello e affascinante dandy perdigiorno che invano il padre, Lord Caversham, tenta di redimere; Lady Gertrude, attivista e organizzatrice della politica femminile, donna di ferrei principi morali, felicemente sposata con Lord Robert Chiltern, sottosegretario al Ministero degli Esteri e...marito ideale.
Lord e Lady Chiltern vivono in una lussuosissima casa nella città di Londra con Mabel, sorella di Robert. La coppia è tenuta molto in considerazione dall'alta società londinese, in quanto, con la loro ricchezza, la loro posizione sociale e la loro integrità morale, rappresentano un perfetto modello di conciliazione tra i doveri imposti dalla società e la loro vita privata. Il loro matrimonio è fondato su solide basi di stima, fiducia e amore reciproci e la loro felicità "privata" influenza in modo positivo le loro rispettive carriere "pubbliche".
Ad un ballo dato dai Chiltern, il momento clou della stagione mondana londinese, viene invitata anche la signora Cheveley. Costei è un'arrampicatrice sociale, che in passato era stata innamorata di Lord Goring, ma che preferì contrarre un matrimonio più vantaggioso con il Barone Arnheim. Rimasta vedova ne contrasse un secondo, ancora più vantaggioso, ed ora, ancora vedova e avendo seguito un consiglio non saggio, ha investito tutta la sua fortuna in un certo progetto per la costruzione di un canale in Argentina.

Durante la festa riesce ad appartarsi con Lord Robert e cerca di proporgli un affare. L'affare consiste nel fatto che di lì a poco Robert, nella sua posizione di sottosegretario al Ministero degli Esteri, dovrà tenere un discorso in Parlamento sul progetto del canale. Le sue intenzioni sono quelle di seguire il suo personale codice morale e quindi di non appoggiare il progetto, da lui considerato una mera speculazione, ma la signora Cheveley lo ricatta offrendogli, in cambio del suo appoggio al progetto, una lettera in suo possesso, scritta dallo stesso Robert molti anni prima, con la quale aveva venduto dei segreti governativi al Barone Arnheim per una ingente somma di denaro, somma che costituì l'inizio della sua fortuna e della sua carriera. In caso contrario la signora Cheveley minaccia di consegnare la lettera ai giornali per essere pubblicata.

Robert, all'inizio incerto, decide comunque di non cedere al ricatto. Appena ricevuta comunicazione scritta delle intenzioni di Robert, la signora Cheveley si reca a far visita a Gertrude. Le due donne in passato avevano frequentato la stessa scuola, ma nessuna delle due è simpatica all'altra.

Ottenuto lo scopo di informare la moglie sulla verità delle origini così meschine della fortuna del marito, la signora Cheveley se ne va soddisfatta, lasciando i coniugi con tutta la loro rispettabilità e la loro felicità distrutte.

Gertrude scaccia Robert da casa, accusandolo di avere mentito a lei e al mondo intero, ma, subito dopo, si sente così sconvolta da mandare un biglietto a Lord Goring, grande amico di entrambi i coniugi, per annunciare il suo imminente arrivo in cerca di consolazione.
L'azione si sposta nella casa di Lord Goring. Arriva Robert che, scacciato da casa, non sa dove andare, quindi Lord Goring, sapendo che da un momento all'altro deve arrivare anche Gerturde, ordina al fidato maggiordomo Phipps di fare accomodare la signora che arriverà, senza specificarne il nome, nel salotto adiacente, avendo cura di lasciare la porta socchiusa e con la fervida intenzione di operarsi per una riconciliazione della coppia.

Effettivamente arriva una signora, ma questa è la signora Cheveley, non Gertrude, che viene fatta accomodare nel salotto e, quando Robert se ne accorge, accusa Lord Goring di essere complice della stessa signora Cheveley nel ricatto a sue spese e se ne va molto arrabbiato.

Rimasta sola con Lord Goring la signora Cheveley, facendo appello al suo amore passato, tenta di convincerlo a sposarla, in cambio della famosa lettera. Lord Goring rifiuta ma, dopo poco, si lascia trascinare delle arti di seduzione della signora Cheveley e i due fanno una scommessa: Lord Goring la sposerà se, quella sera stessa in Parlamento, Robert appoggerà il progetto con il suo discorso, in caso contrario la signora Cheveley consegnerà l'infamante lettera allo stesso Lord Goring.
I protagonisti si trovano ora tutti in Parlamento per ascoltare il discorso di Robert: Gertrude con Mabel, alla quale ha appena confidato di amare comunque ancora Robert e di non essersi mai sentita più libera di quando è tra le sue braccia; Lord Goring, preoccupatissimo per il suo futuro di scapolo e la signora Cheveley in ansia per le sue finanze.

Lord Robert, nonostante le pesanti conseguenze delle minacce della signora Cheveley, non difende il progetto, decisione che, a sua insaputa, fa vincere la scommessa a Lord Goring, il quale entra così in possesso della famigerata lettera.
Ma la signora Cheveley ha ancora un'ultima carta da giocare: ora possiede il compromettente biglietto scritto da Gertrude a Lord Goring, da lei rubato in casa di quest'ultimo, e decide di farlo recapitare, il mattino successivo, nell'ufficio di Robert. Appena ricevuto il biglietto Robert, infuriato, si reca a casa per chiedere spiegazioni. Qui trova sua moglie in compagnia proprio di Lord Goring. Riescono, con il fondamentale aiuto di Mabel, a fargli credere che il biglietto fosse in realtà destinato a lui stesso, e che Gertrude lo avesse indirizzato a casa di Lord Goring perché sicura che Robert si sarebbe rifugiato li. Subito dopo gli viene mostrata la famosa lettera e Robert capisce che in Lord Goring ha un vero amico e non un traditore e che tutti i suoi problemi sono ora risolti.

Arriva, proprio in quel momento Lord Caversham con un'importante ambasciata da parte del Primo Ministro: a Lord Robert viene offerto un incarico da Ministro. Robert, in ossequio ai principi di onestà, si sente in dovere di rifiutare e Gertrude lo approva. Interviene ancora Lord Goring che fa riflettere Gertrude sul fatto che nonostante tutto quello che è successo in passato non vale la pena ora rinunciare a tale incarico. Gertrude comprende l'assurdità delle sue pretese e, anche, il fatto che le persone vanno amate per quello che sono, non per l'ideale che si crede siano. Così Robert, con grande soddisfazione, può accettare l'incarico.

Nella gioia generale Robert chiede a Lord Goring cosa può fare per ricambiare una tale prova di amicizia e gli viene subito chiesto di dare il suo consenso alle nozze di Mabel con lo stesso Lord Goring, il quale si è appena dichiarato ed è stato accettato. Robert però rifiuta, in quanto ritiene che l'amico sia, anche se non compromesso nel ricatto, almeno compromesso sentimentalmente con la signora Cheveley e che quindi non sia una unione felice per la sorella.

Questa volta tocca a Gertrude usare il buon senso per salvare la situazione: ammette che nel dire a Robert che il biglietto era diretto a lui e non a Lord Goring, lei ha clamorosamente mentito per difendere la sua reputazione.
Il film termina con il matrimonio tra Mabel e Lord Goring, la cui vicenda sentimentale si è intrecciata all'altra storia nel suo svolgersi.

## Differenze con la commedia
Le differenze tra il film e la commedia da cui è tratto si ritrovano essenzialmente nei dialoghi e negli ambienti in cui si svolgono alcune scene. La commedia infatti, essendo in quattro atti, prevede solo tre diverse ambientazioni (una si ripete in due atti), mentre il film concede l'utilizzo di più ambientazioni, ma di contro alcuni dialoghi nel film risultano tagliati in alcune parti rispetto alla commedia.
Una delle differenze principali sta nella situazione che ruota attorno ad un gioiello. Alla fine del ricevimento in casa dei Chiltern, Mabel trova un gioiello sul divano sul quale era seduta Mrs Cheveley: Goring lo riconosce e le chiede di consegnarglielo e di non farne parola, perché sarà lui ad occuparsene. Successivamente Mrs Cheveley tornerà a casa dei Chiltern per chiedere se sia stato ritrovato ed in quell'occasione rivelerà a Gertrude la verità sul passato del marito. Quando poi Mrs Cheveley si reca a casa di Goring per chiedergli di sposarla in cambio della lettera che comprometterebbe la posizione di Chiltern, Goring rifiuta e l'accusa di essere andata a casa di Gertrude per distruggere il suo amore. A questo punto Mrs Cheveley si difende dicendo che in realtà era lì per chiedere del proprio gioiello e Goring le mostra l'oggetto, che la donna dichiara essere quello da lei perso. Si viene a sapere che quello era un braccialetto che Goring aveva regalato alla cugina, ma che fu poi rubato. Mrs Cheveley, rivendicandone il possesso, gli ha permesso di scoprire che era stata lei a rubarlo, quindi Goring l'accusa di essere una ladra e le chiede di consegnargli la lettera perché il furto non venga denunciato. Mrs Cheveley consegna a Goring la lettera che avrebbe potuto compromettere la reputazione di Chiltern, e Goring la brucia. La donna però, prima di andare via, gli rivela di essere in possesso del biglietto di Gertrude, e minaccia di farlo avere a Chiltern. Nel film la situazione che ruota attorno al gioiello non esiste, e la lettera di Chiltern viene ottenuta attraverso una scommessa tra Goring e Mrs Cheveley. Inoltre nella faccenda del biglietto di Gertrude, nel film si ritrova coinvolta anche Mabel che asseconda la spiegazione che Goring e Gertrude danno a Chiltern.
Nella commedia, Goring viene a sapere che Chiltern non ha appoggiato il progetto del canale, dal padre che lo ha letto sul Times. Nel film invece la scena viene rappresentata e vi prendono parte tutti i personaggi: le donne assistono, Goring ed il padre sono presenti, ed in particolare Goring è preoccupato per la scommessa fatta con Mrs Cheveley che nella commedia originale non esiste.

## Riconoscimenti
- 1999 - National Board of Review
  - Miglior attrice non protagonista (Julianne Moore)